# Olimpijscy sportowcy z Rosji na Zimowych Igrzyskach Olimpijskich 2018

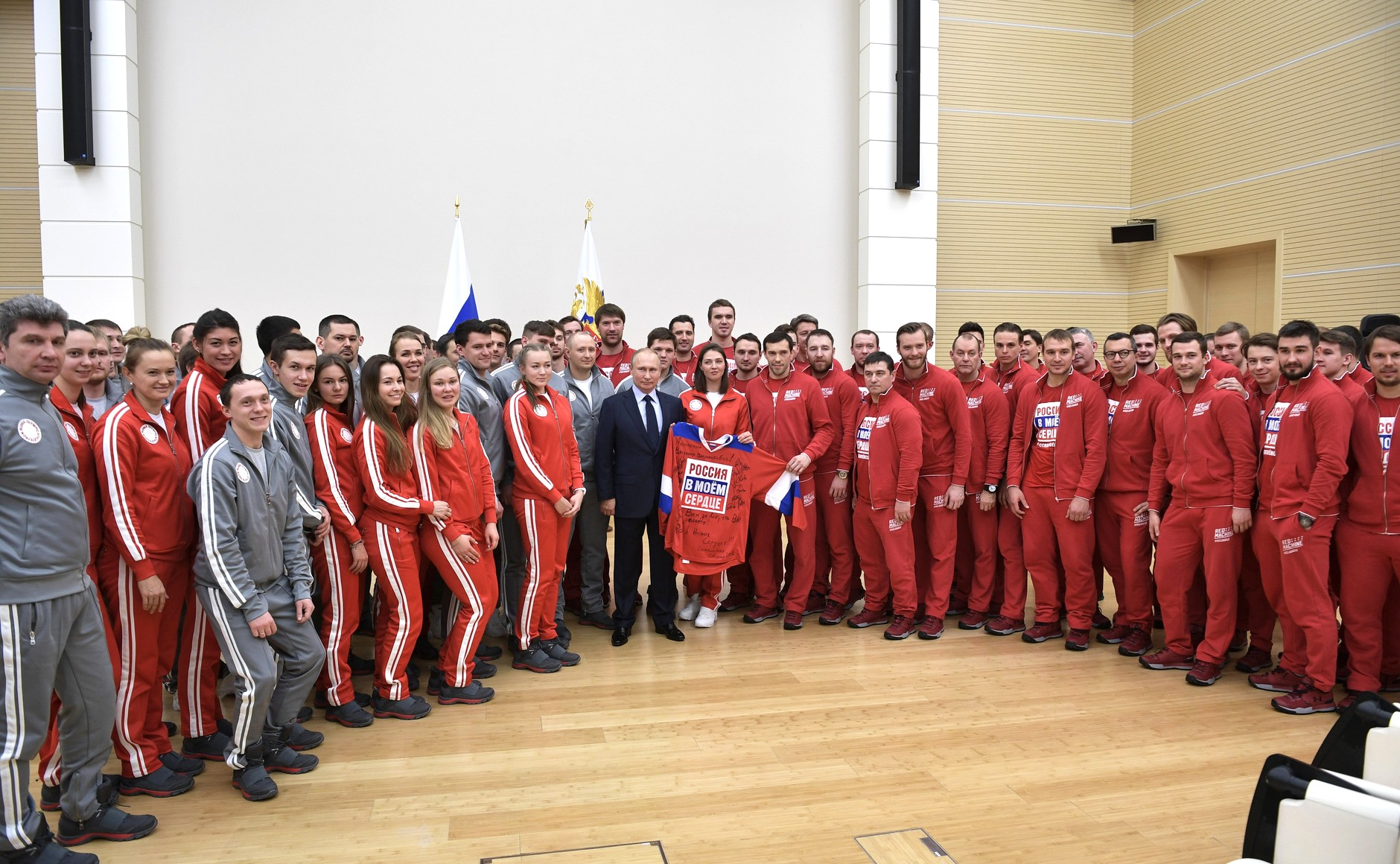
Sportowcy z Rosji – uczestnicy Zimowych Igrzysk Olimpijskich w Pjongczangu na spotkaniu z W. Putinem

Oficjalny emblemat ekipy OAR.

Olimpijscy sportowcy z Rosji (ang. Olympic Athletes from Russia, ros. Олимпийские спортсмены из России) – decyzją Międzynarodowego Komitetu Olimpijskiego ze względu na aferę dopingową, Rosja została wykluczona z zimowych igrzysk olimpijskich w Pjongczangu. Rosyjscy zawodnicy, którzy przeszli testy antydopingowe startowali jako olimpijczycy z Rosji pod flagą olimpijską, natomiast po wygranej wysłuchali hymnu olimpijskiego.
Postanowieniem prezydenta Władimira Putina z 27 lutego 2018 medaliści olimpijscy z Rosji zostali odznaczeni odznaczeniami Federacji Rosyjskiej.

## Medale
| Medale według dni | Medale według dni | Medale według dni | Medale według dni | Medale według dni | Medale według dni | Medale według dni |
| ----------------- | ----------------- | ----------------- | ----------------- | ----------------- | ----------------- | ----------------- |
| Dzień             | Data              | złoto             | srebro            | brąz              | Razem             |                   |
| Dzień 1           | 10.02             | 0                 | 0                 | 1                 | 1                 |                   |
| Dzień 2           | 11.02             | 0                 | 0                 | 0                 | 0                 |                   |
| Dzień 3           | 12.02             | 0                 | 1                 | 0                 | 1                 |                   |
| Dzień 4           | 13.02             | 0                 | 0                 | 2                 | 2                 |                   |
| Dzień 5           | 14.02             | 0                 | 0                 | 0                 | 0                 |                   |
| Dzień 6           | 15.02             | 0                 | 0                 | 0                 | 0                 |                   |
| Dzień 7           | 16.02             | 0                 | 1                 | 2                 | 3                 |                   |
| Dzień 8           | 17.02             | 0                 | 0                 | 1                 | 1                 |                   |
| Dzień 9           | 18.02             | 0                 | 1                 | 1                 | 2                 |                   |
| Dzień 10          | 19.02             | 0                 | 0                 | 0                 | 0                 |                   |
| Dzień 11          | 20.02             | 0                 | 0                 | 0                 | 0                 |                   |
| Dzień 12          | 21.02             | 0                 | 1                 | 0                 | 1                 |                   |
| Dzień 13          | 22.02             | 0                 | 0                 | 0                 | 0                 |                   |
| Dzień 14          | 23.02             | 1                 | 1                 | 0                 | 2                 |                   |
| Dzień 15          | 24.02             | 0                 | 1                 | 1                 | 2                 |                   |
| Dzień 16          | 25.02             | 1                 | 0                 | 0                 | 1                 |                   |

| Medal  | Zawodnik                                                                  | Dyscyplina           | Konkurencja                 | Data      |
| ------ | ------------------------------------------------------------------------- | -------------------- | --------------------------- | --------- |
| Złoto  | Alina Zagitowa                                                            | Łyżwiarstwo figurowe | Solistki                    | 23 lutego |
| Złoto  | Olimpijscy sportowcy z Rosji                                              | Hokej na lodzie      | Turniej mężczyzn            | 25 lutego |
| Srebro | Olimpijscy sportowcy z Rosji                                              | Łyżwiarstwo figurowe | Zawody drużynowe            | 12 lutego |
| Srebro | Nikita Triegubow                                                          | Skeleton             | Ślizg mężczyzn              | 16 lutego |
| Srebro | Andriej Łarkow Aleksandr Bolszunow Aleksiej Czerwotkin Dienis Spicow      | Biegi narciarskie    | Sztafeta mężczyzn           | 18 lutego |
| Srebro | Dienis Spicow Aleksandr Bolszunow                                         | Biegi narciarskie    | Sprint drużynowy mężczyzn   | 21 lutego |
| Srebro | Jewgienija Miedwiediewa                                                   | Łyżwiarstwo figurowe | Solistki                    | 23 lutego |
| Srebro | Aleksandr Bolszunow                                                       | Biegi narciarskie    | Bieg masowy mężczyzn        | 24 lutego |
| Brąz   | Semen Elistratov                                                          | Short track          | 1500 m mężczyzn             | 10 lutego |
| Brąz   | Aleksandr Bolszunow                                                       | Biegi narciarskie    | Sprint mężczyzn             | 13 lutego |
| Brąz   | Julija Biełorukowa                                                        | Biegi narciarskie    | Sprint kobiet               | 13 lutego |
| Brąz   | Dienis Spicow                                                             | Biegi narciarskie    | Bieg indywidualny mężczyzn  | 16 lutego |
| Brąz   | Natalia Voronina                                                          | Łyżwiarstwo szybkie  | 5000 m kobiet               | 16 lutego |
| Brąz   | Natalja Niepriajewa Julija Biełorukowa Anastazja Sedowa Anna Nieczajewska | Biegi narciarskie    | Sztafeta kobiet             | 17 lutego |
| Brąz   | Ilja Burow                                                                | Narciarstwo dowolne  | Skoki akrobatyczne mężczyzn | 18 lutego |
| Brąz   | Andriej Łarkow                                                            | Biegi narciarskie    | Bieg masowy mężczyzn        | 24 lutego |

## Skład reprezentacji
Skład reprezentacji sportowców olimpijskich z Rosji na Zimowych Igrzyskach Olimpijskich 2018 dopuszczonych do startów przez Międzynarodowy Komitet Olimpijski:

### Biathlon

#### Kobiety
- Tatjana Akimowa
- Uljana Kajszewa

#### Mężczyźni
- Anton Babikow
- Matwiej Jelisiejew

| Zawodnik                                                         | Konkurencja           | Czas      | Kary | Pozycja | Źródło |
| ---------------------------------------------------------------- | --------------------- | --------- | ---- | ------- | ------ |
| Anton Babikow                                                    | Sprint mężczyzn       | 25:48,5   | 4    | 57.     | [ 4 ]  |
| Matwiej Jelisiejew                                               | Sprint mężczyzn       | 26:59,3   | 5    | 83.     | [ 4 ]  |
| Anton Babikow                                                    | Bieg indywidualny     | 50:08,0   | 1    | 16.     | [ 5 ]  |
| Matwiej Jelisiejew                                               | Bieg indywidualny     | 51:07,1   | 3    | 28.     | [ 5 ]  |
| Tatjana Akimowa                                                  | Sprint kobiet         | 22:24,2   | 0    | 20.     | [ 6 ]  |
| Uljana Kajszewa                                                  | Sprint kobiet         | 22:58,5   | 2    | 33.     | [ 6 ]  |
| Tatjana Akimowa                                                  | Bieg pościgowy kobiet | 33:50,8   | 4    | 31.     | [ 7 ]  |
| Uljana Kajszewa                                                  | Bieg pościgowy kobiet | 36:33,6   | 5    | 52.     | [ 7 ]  |
| Tatjana Akimowa                                                  | Bieg indywidualny     | 44:17,6   | 2    | 15.     | [ 8 ]  |
| Uljana Kajszewa                                                  | Bieg indywidualny     | 44:47,9   | 2    | 24.     | [ 8 ]  |
| Tatjana Akimowa                                                  | bieg masowy kobiet    | 41:32,4   | 6    | 30.     | [ 9 ]  |
| Uljana Kajszewa Tatjana Akimowa Anton Babikow Matwiej Jelisiejew | sztafeta mieszana     | 1:10:49,1 | 0    | 9.      | [ 10 ] |

### Biegi narciarskie

#### Kobiety
- Julija Biełorukowa
- Alisa Żambałowa
- Natalja Niepriajewa
- Anna Nieczajewska
- Anastasija Siedowa

| Zawodnik                                                                    | Konkurencja       | Eliminacje | Eliminacje | Ćwierćfinał | Ćwierćfinał | Półfinał | Półfinał | Finał     | Finał   | Źródło                      |
| Zawodnik                                                                    | Konkurencja       | czas       | Pozycja    | czas        | Pozycja     | czas     | Pozycja  | czas      | Pozycja | Źródło                      |
| --------------------------------------------------------------------------- | ----------------- | ---------- | ---------- | ----------- | ----------- | -------- | -------- | --------- | ------- | --------------------------- |
| Anastasija Siedowa                                                          | Bieg na 10 km     | N/A        | N/A        | N/A         | N/A         | N/A      | N/A      | 26:07,8   | 8.      | [ 11 ]                      |
| Anna Nieczajewska                                                           | Bieg na 10 km     | N/A        | N/A        | N/A         | N/A         | N/A      | N/A      | 26:24,8   | 10.     | [ 11 ]                      |
| Alisa Żambałowa                                                             | Bieg na 10 km     | N/A        | N/A        | N/A         | N/A         | N/A      | N/A      | 26:57,8   | 17.     | [ 11 ]                      |
| Natalja Niepriajewa                                                         | Bieg na 15 km     | N/A        | N/A        | N/A         | N/A         | N/A      | N/A      | 41:17,9   | 8.      | [ 12 ]                      |
| Anastasija Siedowa                                                          | Bieg na 15 km     | N/A        | N/A        | N/A         | N/A         | N/A      | N/A      | 41:57,7   | 12.     | [ 12 ]                      |
| Julija Biełorukowa                                                          | Bieg na 15 km     | N/A        | N/A        | N/A         | N/A         | N/A      | N/A      | 42:51,0   | 18.     | [ 12 ]                      |
| Alisa Żambałowa                                                             | Bieg na 15 km     | N/A        | N/A        | N/A         | N/A         | N/A      | N/A      | 42:59,1   | 21.     | [ 12 ]                      |
| Anastasija Siedowa                                                          | Bieg na 30 km     | N/A        | N/A        | N/A         | N/A         | N/A      | N/A      | 1:26:46,8 | 11.     | [ 13 ]                      |
| Alisa Żambałowa                                                             | Bieg na 30 km     | N/A        | N/A        | N/A         | N/A         | N/A      | N/A      | 1:27:27,2 | 15.     | [ 13 ]                      |
| Natalja Niepriajewa                                                         | Bieg na 30 km     | N/A        | N/A        | N/A         | N/A         | N/A      | N/A      | 1:32:10,4 | 24.     | [ 13 ]                      |
| Natalja Niepriajewa                                                         | Sprint            | 3:15,65    | 6.         | 3:11,78     | 1.          | 3:10,72  | 3.       | 3:12,98   | 4.      | [ 14 ] [ 15 ] [ 16 ] [ 17 ] |
| Julija Biełorukowa                                                          | Sprint            | 3:18,26    | 15.        | 3:14,29     | 1.          | 3:10,12  | 1.       | 3:07,21   | brąz    | [ 14 ] [ 15 ] [ 16 ] [ 17 ] |
| Alisa Żambałowa                                                             | Sprint            | 3:31,53    | 44.        | NQ          | NQ          | NQ       | NQ       | NQ        | NQ      | [ 14 ] [ 15 ] [ 16 ] [ 17 ] |
| Natalja Niepriajewa Julija Biełorukowa                                      | Sprint drużynowy  | N/A        | N/A        | N/A         | N/A         | 16:24,63 | 3.       | 16:41,76  | 9.      | <                           |
| Natalja Niepriajewa Julija Biełorukowa Anastasija Siedowa Anna Nieczajewska | Sztafeta 4 × 5 km | N/A        | N/A        | N/A         | N/A         | N/A      | N/A      | 52:07,6   | brąz    | [ 19 ]                      |

#### Mężczyźni
- Aleksandr Bolszunow
- Aleksiej Wicenko
- Andriej Łarkow
- Andriej Mielniczenko
- Aleksandr Panżynski
- Dienis Spicow
- Aleksiej Czerwotkin

| Zawodnik                                                             | Konkurencja        | Eliminacje | Eliminacje | Ćwierćfinał | Ćwierćfinał | Półfinał | Półfinał | Finał     | Finał   | Źródło |
| Zawodnik                                                             | Konkurencja        | czas       | Pozycja    | czas        | Pozycja     | czas     | Pozycja  | czas      | Pozycja | Źródło |
| -------------------------------------------------------------------- | ------------------ | ---------- | ---------- | ----------- | ----------- | -------- | -------- | --------- | ------- | ------ |
| Dienis Spicow                                                        | Bieg na 15 km      | N/A        | N/A        | N/A         | N/A         | N/A      | N/A      | 34:06,9   | brąz    | [ 20 ] |
| Andriej Mielniczenko                                                 | Bieg na 15 km      | N/A        | N/A        | N/A         | N/A         | N/A      | N/A      | 35:02,1   | 14.     | [ 20 ] |
| Andriej Łarkow                                                       | Bieg na 15 km      | N/A        | N/A        | N/A         | N/A         | N/A      | N/A      | 35:25,1   | 20.     | [ 20 ] |
| Aleksiej Wicenko                                                     | Bieg na 15 km      | N/A        | N/A        | N/A         | N/A         | N/A      | N/A      | 36:46,4   | 49.     | [ 20 ] |
| Dienis Spicow                                                        | Bieg na 30 km      | N/A        | N/A        | N/A         | N/A         | N/A      | N/A      | 1:16:32,7 | 4.      | [ 21 ] |
| Aleksiej Wicenko                                                     | Bieg na 30 km      | N/A        | N/A        | N/A         | N/A         | N/A      | N/A      | 1:18:02,2 | 23.     | [ 21 ] |
| Andriej Mielniczenko                                                 | Bieg na 30 km      | N/A        | N/A        | N/A         | N/A         | N/A      | N/A      | 1:18:50,5 | 29.     | [ 21 ] |
| Andriej Łarkow                                                       | Bieg na 30 km      | N/A        | N/A        | N/A         | N/A         | N/A      | N/A      | 1:18:50,6 | 30.     | [ 21 ] |
| Aleksandr Bolszunow                                                  | Bieg na 50 km      | N/A        | N/A        | N/A         | N/A         | N/A      | N/A      | 2:08:40,8 | srebro  | [ 22 ] |
| Andriej Łarkow                                                       | Bieg na 50 km      | N/A        | N/A        | N/A         | N/A         | N/A      | N/A      | 2:10:59,6 | brąz    | [ 22 ] |
| Aleksiej Czerwotkin                                                  | Bieg na 50 km      | N/A        | N/A        | N/A         | N/A         | N/A      | N/A      | 2:13:19,0 | 12.     | [ 22 ] |
| Dienis Spicow                                                        | Bieg na 50 km      | N/A        | N/A        | N/A         | N/A         | N/A      | N/A      | 2:16:24,6 | 20.     | [ 22 ] |
| Aleksandr Bolszunow                                                  | Sprint             | 3:10,20    | 3.         | 3:08,45     | 1.          | 3:06,63  | 3.       | 3:07,11   | brąz    | [ 23 ] |
| Aleksandr Panżynski                                                  | Sprint             | 3:11,63    | 6.         | 3:11,15     | 4.          | 3:19,05  | 6.       | NQ        | NQ      | [ 23 ] |
| Aleksiej Wicenko                                                     | Sprint             | 3:14,56    | 14.        | 3:30,72     | 5.          | NQ       | NQ       | NQ        | NQ      | [ 23 ] |
| Andriej Mielniczenko                                                 | Sprint             | 3:22,27    | 48.        | NQ          | NQ          | NQ       | NQ       | NQ        | NQ      | [ 23 ] |
| Dienis Spicow Aleksandr Bolszunow                                    | Sprint drużynowy   | N/A        | N/A        | N/A         | N/A         | 15:58,84 | 1.       | 15:57,97  | srebro  | [ 24 ] |
| Andriej Łarkow Aleksandr Bolszunow Aleksiej Czerwotkin Dienis Spicow | Sztafeta 4 × 10 km | N/A        | N/A        | N/A         | N/A         | N/A      | N/A      | 1:33:14,3 | srebro  | [ 25 ] |

### Bobsleje

#### Kobiety
- Julija Biełomiestnych
- Anastasija Koczerżowa
- Aleksandra Rodionowa
- Nadieżda Siergiejewa

#### Mężczyźni
- Maksim Andrianow
- Aleksiej Zajcew
- Wasilij Kondratienko
- Rusłan Samitow
- Jurij Sielichow
- Aleksiej Stulniew

| Zawodnicy                                                            | Konkurencja     | Ślizg 1 | Ślizg 1 | Ślizg 2 | Ślizg 2 | Ślizg 3 | Ślizg 3 | Ślizg 4 | Ślizg 4 | Łącznie | Pozycja | Źródło                             |
| Zawodnicy                                                            | Konkurencja     | Czas    | Miejsce | Czas    | Miejsce | Czas    | Miejsce | Czas    | Miejsce | Łącznie | Pozycja | Źródło                             |
| -------------------------------------------------------------------- | --------------- | ------- | ------- | ------- | ------- | ------- | ------- | ------- | ------- | ------- | ------- | ---------------------------------- |
| Aleksiej Stulniew Wasilij Kondratienko                               | Dwójki mężczyzn | 49,77   | 19.     | 49,99   | 20.     | 49,74   | 20.     | 49,87   | 20.     | 3:19,37 | 20.     | [ 26 ] [ 27 ] [ 28 ] [ 29 ] [ 30 ] |
| Maksim Andrianow Jurij Sielichow                                     | Dwójki mężczyzn | 50,27   | 28.     | 50,58   | 29.     | 49,98   | 26.     | NQ      | NQ      | 2:30,83 | 28.     | [ 26 ] [ 27 ] [ 28 ] [ 29 ] [ 30 ] |
| Maksim Andrianow Aleksiej Zajcew Wasilij Kondratienko Rusłan Samitow | Czwórki         | 49,43   | 18.     | 49,39   | 12.     | 49,56   | 15.     | 49,56   | 4.      | 3:17,94 | 15.     | [ 31 ] [ 32 ] [ 33 ] [ 34 ] [ 35 ] |
| Aleksandra Rodionowa Julija Biełomiestnych                           | Dwójki kobiet   | 51,29   | 16.     | 51,47   | 17.     | 51,41   | 14.     | 51,55   | 16.     | 3:25,72 | 17.     | .                                  |
| Nadieżda Siergiejewa Anastasija Koczerżowa                           | Dwójki kobiet   | 51,01   | –       | 51,49   | –       | 51,29   | –       | 51,37   | –       | 3:25,16 | DSQ     | .                                  |

### Curling

#### Kobiety
- Galina Arsenkina
- Anastasija Bryzgałowa
- Uliana Wasiliewa
- Julia Guzijewa
- Wiktoria Moisjejewa
- Julia Portunowa

#### Mężczyźni
- Aleksandr Kruszelnicki

| Drużyna                                                                           | Konkurencja            | Faza grupowa            | Faza grupowa     | Faza grupowa     | Faza grupowa            | Faza grupowa           | Faza grupowa      | Faza grupowa     | Faza grupowa            | Faza grupowa     | Faza grupowa | Tie-breaker      | Półfinały        | Finał/3.miejsce  | Pozycja | Źródło |
| Drużyna                                                                           | Konkurencja            | Przeciwnik Wynik        | Przeciwnik Wynik | Przeciwnik Wynik | Przeciwnik Wynik        | Przeciwnik Wynik       | Przeciwnik Wynik  | Przeciwnik Wynik | Przeciwnik Wynik        | Przeciwnik Wynik | Pozycja      | Przeciwnik Wynik | Przeciwnik Wynik | Przeciwnik Wynik | Pozycja | Źródło |
| --------------------------------------------------------------------------------- | ---------------------- | ----------------------- | ---------------- | ---------------- | ----------------------- | ---------------------- | ----------------- | ---------------- | ----------------------- | ---------------- | ------------ | ---------------- | ---------------- | ---------------- | ------- | ------ |
| Wiktoria Mojseewa Uliana Wasiljewa Galina Arsenkina Julia Guziewa Julia Portunowa | Turniej kobiet         | Wielka Brytania · 3:10  | Chiny · 7:6      | Szwecja · 4:5    | Stany Zjednoczone · 6:7 | Japonia · 5:10         | Szwajcaria · 2:11 | Dania · 8:7      | Korea Południowa · 2:11 | Kanada · 8:9     | 9.           | NQ               | NQ               | NQ               | 9.      | [ 38 ] |
| Anastasija Bryzgałowa Aleksandr Kruszelnicki                                      | turniej par mieszanych | Stany Zjednoczone · 3:9 | Norwegia · 4:3   | Finlandia · 7:5  | Chiny · 6:5             | Korea Południowa · 6:5 | Kanada · 2:8      | Szwajcaria · 8:9 | N/A                     | N/A              | 3.           | N/A              | Szwajcaria · 7:5 | Norwegia · 8:4   | DSQ.    | [ 38 ] |

### Hokej na lodzie

#### Kobiety
- Nadieżda Aleksandrowna
- Maria Batałowa
- Ludmiła Bieliakowa
- Liana Ganiejewa
- Angelina Gonczarenko
- Jelena Dergaczowa
- Jewgienia Diupina
- Fanuza Kadirowa
- Diana Kanajewa
- Wiktoria Kuliszowa
- Jekaterina Łobowa
- Nadzieżda Morozowa
- Jekatrina Nikołajewa
- Waleria Pawłowa
- Nina Pirogowa
- Jekaterina Smolina
- Olga Sosina
- Aliona Starowojtowa
- Waleria Tarakanowa
- Swietłana Tkaczewa
- Anastazja Czystiakowa
- Anna Szochina
- Alewtina Sztariewa

| Drużyna               | Konkurencja | Faza grupowa     | Faza grupowa          | Faza grupowa     | Faza grupowa | Ćwierćfinały     | Półfinały        | Finał            | Pozycja | Źródło |
| Drużyna               | Konkurencja | Przeciwnik Wynik | Przeciwnik Wynik      | Przeciwnik Wynik | Pozycja      | Przeciwnik Wynik | Przeciwnik Wynik | Przeciwnik Wynik | Pozycja | Źródło |
| --------------------- | ----------- | ---------------- | --------------------- | ---------------- | ------------ | ---------------- | ---------------- | ---------------- | ------- | ------ |
| Olimpijczycy rosyjscy | kobiety     | Kanada 0:5       | Stany Zjednoczone 0:5 | Finlandia 1:5    | 4.           | Szwajcaria 6:2   | Kanada 0:5       | Finlandia 2:3    | 4.      | [ 40 ] |

#### Mężczyźni
- Siergiej Andronow
- Aleksandr Barabanow
- Pawieł Daciuk
- Władisław Gawrikow
- Michaił Grigorienko
- Nikita Gusiew
- Jegor Jakowlew
- Ilja Kabłukow
- Siergiej Kalinin
- Kiriłł Kaprizow
- Bogdan Kisielewicz
- Wasilij Koszeczkin
- Ilja Kowalczuk
- Aleksiej Marczenko
- Siergiej Moziakin
- Nikita Niestierow
- Nikołaj Prochorkin
- Ilja Sorokin
- Igor Szestiorkin
- Wadim Szypaczow
- Siergiej Szyrokow
- Iwan Tielegin
- Wiaczesław Wojnow
- Artiom Zub
- Andriej Zubariew

| Drużyna               | Konkurencja | Faza grupowa     | Faza grupowa     | Faza grupowa          | Faza grupowa | Runda kwalifikacyjna | Ćwierćfinały     | Półfinały        | Finał            | Pozycja | Źródło |
| Drużyna               | Konkurencja | Przeciwnik Wynik | Przeciwnik Wynik | Przeciwnik Wynik      | Pozycja      | Przeciwnik Wynik     | Przeciwnik Wynik | Przeciwnik Wynik | Przeciwnik Wynik | Pozycja | Źródło |
| --------------------- | ----------- | ---------------- | ---------------- | --------------------- | ------------ | -------------------- | ---------------- | ---------------- | ---------------- | ------- | ------ |
| Olimpijczycy rosyjscy | mężczyźni   | Słowacja 2:3     | Słowenia 8:2     | Stany Zjednoczone 4:0 | 1.           | N/A                  | Norwegia 6:1     | Czechy 3:0       | Niemcy 4:3       | złoto   | [ 40 ] |

### Kombinacja norweska

#### Mężczyźni
- Ernest Jachin

| Zawodnik     | Konkurencja             | Skoki narciarskie | Skoki narciarskie | Skoki narciarskie | Skoki narciarskie | Bieg narciarski | Bieg narciarski | Bieg narciarski | Strata   | Pozycja | Źródło        |
| Zawodnik     | Konkurencja             | Odległość         | Nota              | Pozycja           | Strata czasowa    | Czas biegu      | Pozycja         | Czas łączny     | Strata   | Pozycja | Źródło        |
| ------------ | ----------------------- | ----------------- | ----------------- | ----------------- | ----------------- | --------------- | --------------- | --------------- | -------- | ------- | ------------- |
| Ernest Jahin | skocznia normalna/10 km | 96,0              | 96,7              | 21.               | + 2:16            | 26:18,3         | 43.             | 28:34,3         | + 3:42,9 | 38.     | [ 41 ] [ 42 ] |
| Ernest Jahin | skocznia duża/10 km     | 127,5             | 114,1             | 15.               | + 1:39            | 25:56,1         | 43.             | 27:35,1         | + 3:42,6 | 35.     | [ 43 ] [ 44 ] |

### Łyżwiarstwo figurowe

#### Kobiety
- Kristina Astachowa
- Jekatierina Bobrowa
- Natalja Zabijako
- Alina Zagitowa
- Tiffany Zagorski
- Jewgienija Miedwiediewa
- Marija Sotskowa
- Jewgienija Tarasowa

#### Mężczyźni
- Dmitrij Alijew
- Jonathan Guerrero
- Michaił Kolada
- Władimir Morozow
- Aleksiej Rogonow
- Dmitrij Sołowjow
- Aleksandr Enbiert

| Zawodnik                             | Konkurencja   | Program krótki | Program krótki | Program dowolny | Program dowolny | Łączna nota | Pozycja | Źródło |
| Zawodnik                             | Konkurencja   | Nota           | Pozycja        | Nota            | Pozycja         | Łączna nota | Pozycja | Źródło |
| ------------------------------------ | ------------- | -------------- | -------------- | --------------- | --------------- | ----------- | ------- | ------ |
| Alina Zagitowa                       | solistki      | 82,92          | 1.             | 156,65          | 2.              | 239,57      | złoto   | [ 45 ] |
| Jewgienija Miedwiediewa              | solistki      | 81,61          | 2.             | 156,65          | 1.              | 238,26      | srebro  | [ 45 ] |
| Marija Sotskowa                      | solistki      | 63,86          | 12.            | 134,24          | 7.              | 198,10      | 8.      | [ 45 ] |
| Dmitrij Alijew                       | soliści       | 98,98          | 5.             | 168,53          | 13.             | 267,51      | 7.      | [ 46 ] |
| Michaił Kolada                       | soliści       | 86,69          | 8.             | 177,56          | 7.              | 264,25      | 8.      | [ 46 ] |
| Jewgienija Tarasowa Władimir Morozow | pary sportowe | 81,68          | 2.             | 143,25          | 4.              | 224,93      | 4.      | [ 47 ] |
| Natalja Zabijako Aleksandr Enbiert   | pary sportowe | 74,35          | 8.             | 138,53          | 7.              | 212,88      | 7.      | [ 47 ] |
| Kristina Astachowa Aleksiej Rogonow  | pary sportowe | 70,52          | 10.            | 123,93          | 13.             | 194,45      | 12.     | [ 47 ] |
| Jekatierina Bobrowa Dmitrij Sołowjow | Pary taneczne | 75,47          | 6.             | 111,45          | 4.              | 186,92      | 5.      | [ 48 ] |
| Tiffany Zahorski Jonathan Guerreiro  | Pary taneczne | 66,47          | 13.            | 95,77           | 14.             | 162,24      | 13.     | [ 48 ] |

Drużynowo
| Konkurencja      | Zawodnik | Soliści       | Soliści        | Solistki       | Solistki        | Pary sportowe  | Pary sportowe  | Pary taneczne | Pary taneczne | Wynik  | Wynik   | Źródło                      |
| Konkurencja      | Zawodnik | SP            | FS             | SP             | FS              | SP             | FS             | SD            | FD            | Punkty | Miejsce |                             |
| ---------------- | --- | ------------- | -------------- | -------------- | --------------- | -------------- | -------------- | ------------- | ------------- | ------ | ------- | --------------------------- |
| Zawody drużynowe | Michaił Kolada Jewgienija Miedwiediewa Alina Zagitowa Jewgienija Tarasowa / Władimir Morozow Natalja Zabijako / Aleksandr Enbiert Jekatierina Bobrowa / Dmitrij Sołowjow | 74,36 (3 pkt) | 173,57 (9 pkt) | 81,06 (10 pkt) | 158,08 (10 pkt) | 80,92 (10 pkt) | 133,28 (8 pkt) | 74,76 (8 pkt) | 110,43 (pkt)  | 66     | srebro  | [ 49 ] [ 50 ] [ 51 ] [ 52 ] |

### Łyżwiarstwo szybkie

#### Kobiety
- Natalja Woronina
- Angelina Golikowa
- Olga Graf

#### Mężczyźni
- Siergiej Trofimow

| Zawodnik          | Konkurencja     | Czas    | Miejsce | Źródło |
| ----------------- | --------------- | ------- | ------- | ------ |
| Siergiej Trofimow | 1500 m mężczyzn | 1:46,69 | 18.     | [ 53 ] |
| Angelina Golikowa | 500 m kobiet    | 37,62   | 7.      | [ 54 ] |
| Angelina Golikowa | 1000 m kobiet   | 1:16,85 | 22.     | [ 55 ] |
| Natalja Woronina  | 3000 m kobiet   | 4:05,85 | 10.     | [ 56 ] |
| Natalja Woronina  | 5000 m kobiet   | 6:53,98 | brąz    | [ 57 ] |

### Narciarstwo alpejskie

#### Kobiety
- Anastazja Siłantiewa
- Jekaterina Tkaczenko

#### Mężczyźni
- Aleksandr Andrienko
- Paweł Trichiczew
- Aleksandr Choroszyłow

| Zawodnik              | Konkurencja         | 1 przejazd | 1 przejazd | 2 przejazd | 2 przejazd | Łącznie | Łącznie | Źródło |
| Zawodnik              | Konkurencja         | Czas       | Pozycja    | Czas       | Pozycja    | Czas    | Pozycja | Źródło |
| --------------------- | ------------------- | ---------- | ---------- | ---------- | ---------- | ------- | ------- | ------ |
| Iwan Kuzniecow        | slalom gigant (m)   | DNF        | DNF        | DNF        | DNF        | DNF     | DNF     | [ 58 ] |
| Iwan Kuzniecow        | slalom (m)          | DNF        | DNF        | DNF        | DNF        | DNF     | DNF     | [ 59 ] |
| Aleksandr Choroszyłow | slalom (m)          | 49,72      | 21.        | 51,01      | 5.         | 1:40,73 | 17.     | [ 59 ] |
| Pawieł Trichiczew     | superkombinacja (m) | DNF        | DNF        | DNF        | DNF        | DNF     | DNF     | [ 60 ] |
| Anastasiia Silanteva  | slalom gigant (k)   | 1:15,67    | 32.        | 1:12,28    | 29.        | 2:27,95 | 30.     | [ 61 ] |
| Ekaterina Tkachenko   | slalom (k)          | 53,22      | 34.        | 53,33      | 33.        | 1:46,55 | 32.     | [ 62 ] |

| Zawodnik                                                                         | Konkurencja | 1/8 finału       | Ćwierćfinał      | Półfinał         | Finał            | Źródło |
| Zawodnik                                                                         | Konkurencja | Przeciwnik Wynik | Przeciwnik Wynik | Przeciwnik Wynik | Przeciwnik Wynik | Źródło |
| -------------------------------------------------------------------------------- | ----------- | ---------------- | ---------------- | ---------------- | ---------------- | ------ |
| Anastasija Siłantjewa Jekatierina Tkaczenko Aleksandr Choroszyłow Iwan Kuzniecow | drużynowo   | Norwegia · p     | NQ               | NQ               | NQ               | [ 63 ] |

### Narciarstwo dowolne

#### Kobiety
- Alina Gridniewa
- Walerija Diemidowa
- Wiktorija Zawadowska
- Lubow Nikitina
- Aleksandra Orłowa
- Marika Piertachija
- Łana Prusakowa
- Riegina Rachimowa
- Kristina Spirydonowa
- Jekatierina Stolarowa
- Anastasija Tatalina
- Anastasija Czircowa

#### Mężczyźni
- Ilja Burow
- Maksim Burow
- Siemion Dienszczikow
- Jegor Korotkow
- Pawieł Krotow
- Stanisław Nikitin
- Igor Omielin
- Siergiej Ridzik
- Aleksandr Smyszlajew
- Pawieł Czupa

Jazda po muldach
| Zawodnicy             | Konkurencja               | Kwalifikacje | Kwalifikacje | Kwalifikacje | Kwalifikacje | Kwalifikacje | Kwalifikacje | Finał      | Finał      | Finał      | Finał      | Finał      | Finał      | Finał      | Finał                | Finał      | Źródło                             |
| Zawodnicy             | Konkurencja               | Przejazd 1   | Przejazd 1   | Przejazd 1   | Przejazd 2   | Przejazd 2   | Przejazd 2   | Przejazd 1 | Przejazd 1 | Przejazd 1 | Przejazd 2 | Przejazd 2 | Przejazd 2 | Przejazd 3 | Przejazd 3           | Przejazd 3 | Źródło                             |
| Zawodnicy             | Konkurencja               | Czas         | Punkty       | Miejsce      | Czas         | Punkty       | Miejsce      | Czas       | Punkty     | Miejsce    | Czas       | Punkty     | Miejsce    | Czas       | Punkty               | Miejsce    | Źródło                             |
| --------------------- | ------------------------- | ------------ | ------------ | ------------ | ------------ | ------------ | ------------ | ---------- | ---------- | ---------- | ---------- | ---------- | ---------- | ---------- | -------------------- | ---------- | ---------------------------------- |
| Aleksandr Smyszlajew  | jazda po muldach mężczyzn | 24,78        | 83,93        | 2.           | N/A          | 25,49        | 74,57        | 15.        | NQ         | NQ         | NQ         | NQ         | NQ         | NQ         | [ 64 ] [ 65 ] [ 66 ] |            |                                    |
| Riegina Rachimowa     | jazda po muldach kobiet   | 31,74        | 71,77        | 11.          | 31,95        | 72,82        | 4.           | 30,92      | 73,58      | 11.        | 30,87      | 73,55      | 10.        | NQ         | NQ                   | NQ         | [ 67 ] [ 68 ] [ 69 ] [ 70 ] [ 71 ] |
| Marika Piertachija    | jazda po muldach kobiet   | 30,37        | 70,43        | 12.          | 36,98        | 70,43        | 7.           | 30,52      | 71,65      | 16.        | NQ         | NQ         | NQ         | NQ         | NQ                   | NQ         | [ 67 ] [ 68 ] [ 69 ] [ 70 ] [ 71 ] |
| Jekatierina Stolarowa | jazda po muldach kobiet   | 30,82        | 67,69        | 20.          | 30,63        | 73,40        | 2.           | 30,52      | 73,23      | 12.        | 30,48      | 72,74      | 11.        | NQ         | NQ                   | NQ         | [ 67 ] [ 68 ] [ 69 ] [ 70 ] [ 71 ] |

Skoki akrobatyczne
| Zawodnicy            | Konkurencja                 | Kwalifikacje | Kwalifikacje | Kwalifikacje | Kwalifikacje | Finał  | Finał   | Finał  | Finał   | Finał  | Finał   | Źródło                             |
| Zawodnicy            | Konkurencja                 | Skok 1       | Skok 1       | Skok 2       | Skok 2       | Skok 1 | Skok 1  | Skok 2 | Skok 2  | Skok 3 | Skok 3  | Źródło                             |
| Zawodnicy            | Konkurencja                 | Punkty       | Miejsce      | Punkty       | Miejsce      | Punkty | Miejsce | Punkty | Miejsce | Punkty | Miejsce | Źródło                             |
| -------------------- | --------------------------- | ------------ | ------------ | ------------ | ------------ | ------ | ------- | ------ | ------- | ------ | ------- | ---------------------------------- |
| Pawieł Korotkow      | skoki akrobatyczne mężczyzn | 124,89       | 5.           | N/A          | N/A          | 126,11 | 2.      | 124,89 | 5.      | 103,17 | 4.      | [ 72 ] [ 73 ] [ 74 ] [ 75 ] [ 76 ] |
| Ilja Burow           | skoki akrobatyczne mężczyzn | 123,98       | 8.           | 126,55       | 2.           | 122,13 | 6.      | 123,53 | 6.      | 122,17 | brąz    | [ 72 ] [ 73 ] [ 74 ] [ 75 ] [ 76 ] |
| Maksim Burow         | skoki akrobatyczne mężczyzn | 117,65       | 12.          | 116,37       | 9.           | NQ     | NQ      | NQ     | NQ      | NQ     | NQ      | [ 72 ] [ 73 ] [ 74 ] [ 75 ] [ 76 ] |
| Stanisław Nikitin    | skoki akrobatyczne mężczyzn | 70,59        | 25.          | 111,06       | 12.          | NQ     | NQ      | NQ     | NQ      | NQ     | NQ      | [ 72 ] [ 73 ] [ 74 ] [ 75 ] [ 76 ] |
| Aleksandra Orłowa    | skoki akrobatyczne kobiet   | 102,22       | 1.           | N/A          | N/A          | 89,28  | 5.      | 61,25  | 8.      | NQ     | NQ      | [ 77 ] [ 78 ] [ 79 ] [ 80 ] [ 81 ] |
| Kristina Spiridonowa | skoki akrobatyczne kobiet   | 97,64        | 4.           | N/A          | N/A          | 57,64  | 11.     | NQ     | NQ      | NQ     | NQ      | [ 77 ] [ 78 ] [ 79 ] [ 80 ] [ 81 ] |
| Lubow Nikitina       | skoki akrobatyczne kobiet   | 88,83        | 8.           | 84,24        | 6.           | 85,68  | 7.      | 80,01  | 7.      | NQ     | NQ      | [ 77 ] [ 78 ] [ 79 ] [ 80 ] [ 81 ] |
| Alina Gridniewa      | skoki akrobatyczne kobiet   | 60,16        | 20.          | 60,98        | 13.          | NQ     | NQ      | NQ     | NQ      | NQ     | NQ      | [ 77 ] [ 78 ] [ 79 ] [ 80 ] [ 81 ] |

Slopestyle
| Zawodnicy           | Konkurencja       | Kwalifikacje | Kwalifikacje | Kwalifikacje | Kwalifikacje | Finał   | Finał   | Finał   | Finał     | Finał   | Źródło        |
| Zawodnicy           | Konkurencja       | Ślizg 1      | Ślizg 2      | Najlepszy    | Miejsce      | Ślizg 1 | Ślizg 2 | Ślizg 3 | Najlepszy | Miejsce | Źródło        |
| ------------------- | ----------------- | ------------ | ------------ | ------------ | ------------ | ------- | ------- | ------- | --------- | ------- | ------------- |
| Anastasija Tatalina | slopestyle kobiet | 27,40        | 81,00        | 81,00        | 8.           | 29,40   | 51,20   | 13,00   | 51,20     | 12.     | [ 82 ] [ 83 ] |
| Łana Prusakowa      | slopestyle kobiet | 42,20        | 70,60        | 70,60        | 14.          | NQ      | NQ      | NQ      | NQ        | NQ      | [ 82 ] [ 83 ] |

Halfpipe
| Zawodnicy          | Konkurencja       | Kwalifikacje | Kwalifikacje | Kwalifikacje | Kwalifikacje | Finał   | Finał   | Finał   | Finał     | Finał   | Źródło        |
| Zawodnicy          | Konkurencja       | Ślizg 1      | Ślizg 2      | Najlepszy    | Miejsce      | Ślizg 1 | Ślizg 2 | Ślizg 3 | Najlepszy | Miejsce | Źródło        |
| ------------------ | ----------------- | ------------ | ------------ | ------------ | ------------ | ------- | ------- | ------- | --------- | ------- | ------------- |
| Pawieł Czupa       | halfpipe mężczyzn | 46,80        | 25,80        | 46,80        | 24.          | NQ      | NQ      | NQ      | NQ        | NQ      | [ 84 ] [ 85 ] |
| Walerija Diemidowa | halfpipe kobiet   | 71,00        | 73,60        | 73,60        | 10.          | 79,00   | 80,60   | 77,60   | 80,60     | 6.      | [ 86 ] [ 87 ] |

Skicross
| Zawodnicy            | Konkurencja       | Rozstawienie | Rozstawienie | 1/8 finału | Ćwierćfinał | Półfinał | Finał   | Finał   | Źródło                             |
| Zawodnicy            | Konkurencja       | Czas         | Miejsce      | Pozycja    | Pozycja     | Pozycja  | Pozycja | Miejsce | Źródło                             |
| -------------------- | ----------------- | ------------ | ------------ | ---------- | ----------- | -------- | ------- | ------- | ---------------------------------- |
| Siergiej Ridzik      | skicross mężczyzn | 1:09,21      | 2.           | 2.         | 1.          | 2.       | 3.      | brąz    | [ 88 ] [ 89 ] [ 90 ] [ 91 ] [ 92 ] |
| Igor Omielin         | skicross mężczyzn | 1:10,24      | 17.          | 3.         | NQ          | NQ       | NQ      | NQ      | [ 88 ] [ 89 ] [ 90 ] [ 91 ] [ 92 ] |
| Jegor Korotkow       | skicross mężczyzn | 1:10,39      | 23.          | 4.         | NQ          | NQ       | NQ      | NQ      | [ 88 ] [ 89 ] [ 90 ] [ 91 ] [ 92 ] |
| Siemion Dienszczikow | skicross mężczyzn | 1:10,86      | 27.          | 2.         | 3.          | NQ       | NQ      |         | [ 88 ] [ 89 ] [ 90 ] [ 91 ] [ 92 ] |
| Anastasija Czircowa  | skicross kobiet   | 1:15,83      | 15.          | 2.         | DNF         | NQ       | NQ      | NQ      | [ 93 ] [ 94 ] [ 95 ] [ 96 ] [ 97 ] |
| Wiktorija Zawadowska | skicross kobiet   | 1:16,80      | 19.          | 3.         | NQ          | NQ       | NQ      | NQ      | [ 93 ] [ 94 ] [ 95 ] [ 96 ] [ 97 ] |

### Saneczkarstwo

#### Kobiety
- Jekatierina Baturina

#### Mężczyźni
- Władisław Antonow
- Andriej Bogdanow
- Aleksandr Dienisjew
- Andriej Miedwiediew
- Siemion Pawliczenko
- Roman Riepiłow
- Stiepan Fiodorow

Mężczyźni
| Zawodnik                              | Konkurencja | Ślizg 1 | Ślizg 1 | Ślizg 2 | Ślizg 2 | Ślizg 3 | Ślizg 3 | Ślizg 4 | Ślizg 4 | Łącznie  | Pozycja | Źródło |
| Zawodnik                              | Konkurencja | Czas    | Pozycja | Czas    | Pozycja | Czas    | Pozycja | Czas    | Pozycja | Łącznie  | Pozycja | Źródło |
| ------------------------------------- | ----------- | ------- | ------- | ------- | ------- | ------- | ------- | ------- | ------- | -------- | ------- | ------ |
| Roman Riepiłow                        | Jedynki     | 47,776  | 4.      | 47,740  | 3.      | 47,948  | 15.     | 47,644  | 5.      | 3:11,108 | 8.      | [ 98 ] |
| Stiepan Fiodorow                      | Jedynki     | 48,035  | 13.     | 47,936  | 13.     | 47,755  | 9.      | 47,882  | 14.     | 3:11,608 | 13.     | [ 98 ] |
| Siemion Pawliczenko                   | Jedynki     | 48,337  | 23.     | 47,923  | 12.     | 47,716  | 8.      | 47,883  | 15.     | 3:11,859 |         | [ 98 ] |
| Aleksandr Dienisjew Władisław Antonow | Dwójki      | 46,437  | 11.     | 46,344  | 11.     | N/A     | N/A     | N/A     | N/A     | 1:32,781 | 11.     | [ 99 ] |

Kobiety
| Zawodnik             | Konkurencja | Ślizg 1 | Ślizg 1 | Ślizg 2 | Ślizg 2 | Ślizg 3 | Ślizg 3 | Ślizg 4 | Ślizg 4 | Łącznie  | Pozycja | Źródło  |
| Zawodnik             | Konkurencja | Czas    | Pozycja | Czas    | Pozycja | Czas    | Pozycja | Czas    | Pozycja | Łącznie  | Pozycja | Źródło  |
| -------------------- | ----------- | ------- | ------- | ------- | ------- | ------- | ------- | ------- | ------- | -------- | ------- | ------- |
| Jekatierina Baturina | Jedynki     | 47,122  | 21.     | 46,700  | 16.     | 46,675  | 12.     | 47,122  | 17.     | 3:07,619 | 15.     | [ 100 ] |

| Zawodnicy                                                                   | Konkurencja | Czas przejazdu       | Łącznie  | Pozycja | Źródło  |
| --------------------------------------------------------------------------- | ----------- | -------------------- | -------- | ------- | ------- |
| Jekatierina Baturina Roman Riepiłow Aleksandr Dienisjew / Władisław Antonow | sztafeta    | 47,523 48,615 49,211 | 2:25,349 | 7.      | [ 101 ] |

### Short track

#### Kobiety
- Jekatierina Jefriemienkowa
- Jekaterina Konstantinowa
- Emina Małagicz
- Sofia Proswirnowa

| Zawodniczka                                                                          | Konkurencja         | Kwalifikacje | Kwalifikacje | Ćwierćfinał | Ćwierćfinał | Półfinał | Półfinał | Finał    | Finał   | Źródło                          |
| Zawodniczka                                                                          | Konkurencja         | Czas         | Miejsce      | Czas        | Miejsce     | Czas     | Miejsce  | Czas     | Miejsce | Źródło                          |
| ------------------------------------------------------------------------------------ | ------------------- | ------------ | ------------ | ----------- | ----------- | -------- | -------- | -------- | ------- | ------------------------------- |
| Sofia Prosfirnowa                                                                    | Bieg na 500 metrów  | 43,376       | 1.           | 43,466      | 1.          | 43,219   | 3.       | –        | 5.      | [ 102 ] [ 103 ] [ 104 ] [ 105 ] |
| Emina Malagicz                                                                       | Bieg na 500 metrów  | 56,830       | 3.           | NQ          | NQ          | NQ       | NQ       | NQ       | NQ      | [ 102 ] [ 103 ] [ 104 ] [ 105 ] |
| Jekatierina Jefriemienkowa                                                           | Bieg na 1000 metrów | 1:29,598     | 2.           | 1:29,466    | 3.          | NQ       | NQ       | NQ       | NQ      | [ 106 ]                         |
| Sofia Prosfirnowa                                                                    | Bieg na 1000 metrów | DSQ          | DSQ          | NQ          | NQ          | NQ       | NQ       | NQ       | NQ      | [ 106 ]                         |
| Jekatierina Jefriemienkowa                                                           | Bieg na 1500 metrów | DSQ          | DSQ          | N/A         | N/A         | NQ       | NQ       | NQ       | NQ      | [ 107 ] [ 108 ]                 |
| Sofia Proswirnowa                                                                    | Bieg na 1500 metrów | 2:25,553     | 4.           | N/A         | N/A         | NQ       | NQ       | NQ       | NQ      | [ 107 ] [ 108 ]                 |
| Sofia Prosfirnowa Jekaterina Konstantinowa Jekatierina Jefriemienkowa Emina Malagicz | sztafeta 3000 m     | N/A          | N/A          | N/A         | N/A         | 4:21,973 | 4.       | 4:08,838 | 7.      | [ 109 ] [ 110 ]                 |

#### Mężczyźni
- Siemion Jelistratow
- Pawieł Sitnikow
- Aleksandr Szulginow

| Zawodniczka          | Konkurencja         | Kwalifikacje | Kwalifikacje | Ćwierćfinał | Ćwierćfinał | Półfinał | Półfinał | Finał    | Finał   | Źródło                          |
| Zawodniczka          | Konkurencja         | Czas         | Miejsce      | Czas        | Miejsce     | Czas     | Miejsce  | Czas     | Miejsce | Źródło                          |
| -------------------- | ------------------- | ------------ | ------------ | ----------- | ----------- | -------- | -------- | -------- | ------- | ------------------------------- |
| Aleksander Szulginow | Bieg na 500 metrów  | 40,585       | 2.           | 54,498      | 4.          | NQ       | NQ       | NQ       | NQ      | [ 111 ] [ 112 ] [ 113 ] [ 114 ] |
| Pawieł Sitnikow      | Bieg na 500 metrów  | DSQ          | DSQ          | NQ          | NQ          | NQ       | NQ       | NQ       | NQ      | [ 111 ] [ 112 ] [ 113 ] [ 114 ] |
| Siemion Jelistratow  | Bieg na 500 metrów  | 40,829       | 3.           | NQ          | NQ          | NQ       | NQ       | NQ       | NQ      | [ 111 ] [ 112 ] [ 113 ] [ 114 ] |
| Aleksander Szulginow | Bieg na 1000 metrów | 1:31,133     | 4.           | NQ          | NQ          | NQ       | NQ       | NQ       | NQ      | [ 115 ] [ 116 ] [ 117 ] [ 118 ] |
| Pawieł Sitnikow      | Bieg na 1000 metrów | DSQ          | DSQ          | NQ          | NQ          | NQ       | NQ       | NQ       | NQ      | [ 115 ] [ 116 ] [ 117 ] [ 118 ] |
| Siemion Jelistratow  | Bieg na 1000 metrów | 1:23,979     | 2.           | 1:23,893    | 1.          | 1:26,773 | 4.       | 1:27,621 | 6.      | [ 115 ] [ 116 ] [ 117 ] [ 118 ] |
| Aleksander Szulginow | Bieg na 1500 metrów | 2:19,308     | 6.           | N/A         | N/A         | NQ       | NQ       | NQ       | NQ      | [ 119 ] [ 120 ] [ 121 ]         |
| Siemion Jelistratow  | Bieg na 1500 metrów | 2:13,087     | 3.           | N/A         | N/A         | 2:11,003 | 1.       | 2:10,687 | brąz    | [ 119 ] [ 120 ] [ 121 ]         |
| Pawieł Sitnikow      | Bieg na 1500 metrów | 2:33,653     | 4.           | N/A         | N/A         | NQ       | NQ       | NQ       | NQ      | [ 119 ] [ 120 ] [ 121 ]         |

### Skeleton

#### Mężczyźni
- Władysław Marczenkow
- Nikita Triegubow

| Zawodnik             | Konkurencja | Ślizg 1 | Ślizg 1 | Ślizg 2 | Ślizg 2 | Ślizg 3 | Ślizg 3 | Ślizg 4 | Ślizg 4 | Łącznie | Pozycja | Źródło  |
| Zawodnik             | Konkurencja | Czas    | Pozycja | Czas    | Pozycja | Czas    | Pozycja | Czas    | Pozycja | Łącznie | Pozycja | Źródło  |
| -------------------- | ----------- | ------- | ------- | ------- | ------- | ------- | ------- | ------- | ------- | ------- | ------- | ------- |
| Nikita Triegubow     | mężczyźni   | 50,59   | 2.      | 50,50   | 4.      | 50,53   | 5.      | 50,56   | 2.      | 3:22,18 | srebro  | [ 122 ] |
| Władysław Marczenkow | mężczyźni   | 51,27   | 15.     | 51,49   | 20.     | 51,05   | 13.     | 51,37   | 15.     | 3:25,18 | 15.     | [ 122 ] |

### Skoki narciarskie

#### Kobiety
- Irina Awwakumowa
- Anastasija Barannikowa
- Aleksandra Kustowa
- Sofja Tichonowa

#### Mężczyźni
- Jewgienij Klimow
- Dienis Korniłow
- Michaił Nazarow
- Aleksiej Romaszow

| Konkurencja                                                        | Skoczek                   | Kwalifikacje | Kwalifikacje | Kwalifikacje | Skok 1                  | Skok 1                | Skok 2                  | Skok 2                | Nota  | Pozycja | Źródło                  |
| Konkurencja                                                        | Skoczek                   | odległość    | Nota         | Miejsce      | odległość               | Nota                  | odległość               | Nota                  | Nota  | Pozycja | Źródło                  |
| ------------------------------------------------------------------ | ------------------------- | ------------ | ------------ | ------------ | ----------------------- | --------------------- | ----------------------- | --------------------- | ----- | ------- | ----------------------- |
| Jewgienij Klimow                                                   | Skocznia normalna         | 102,0        | 121,4        | 12.          | 94,5                    | 99,0                  | 81,5                    | 69,2                  | 168,2 | 30.     | [ 123 ] [ 124 ] [ 125 ] |
| Dienis Korniłow                                                    | Skocznia normalna         | 94,5         | 107,2        | 28.          | 107,5                   | 113,9                 | 96,5                    | 95,7                  | 209,6 | 24.     | [ 123 ] [ 124 ] [ 125 ] |
| Aleksiej Romaszow                                                  | Skocznia normalna         | 90,0         | 98,5         | 34.          | 94,0                    | 91,7                  | NQ                      | NQ                    | 91,7  | 37.     | [ 123 ] [ 124 ] [ 125 ] |
| Michaił Nazarow                                                    | Skocznia normalna         | 88,5         | 93,7         | 41.          | 94,5                    | 92,1                  | NQ                      | NQ                    | 92,1  | 34.     | [ 123 ] [ 124 ] [ 125 ] |
| Jewgienij Klimow                                                   | Skocznia duża             | 136,0        | 111,8        | 16.          | 125,0                   | 116,4                 | 118,0                   | 104,2                 | 220,6 | 26.     | [ 126 ] [ 127 ] [ 128 ] |
| Aleksiej Romaszow                                                  | Skocznia duża             | 136,0        | 108,9        | 21.          | 119,0                   | 99,8                  | NQ                      | NQ                    | 99,8  | 42.     | [ 126 ] [ 127 ] [ 128 ] |
| Dienis Korniłow                                                    | Skocznia duża             | 129,0        | 101,7        | 26.          | 122,5                   | 111,2                 | 110,5                   | 85,1                  | 196,3 | 29.     | [ 126 ] [ 127 ] [ 128 ] |
| Michaił Nazarow                                                    | Skocznia duża             | 122,0        | 92,3         | 33.          | 120,0                   | 103,4                 | NQ                      | NQ                    | 103,4 | 39.     | [ 126 ] [ 127 ] [ 128 ] |
| Irina Awwakumowa                                                   | skocznia normalna kobiety | N/A          | N/A          | N/A          | 99,0                    | 114,7                 | 102,0                   | 116,0                 | 230,7 | 4.      | [ 129 ] [ 130 ]         |
| Aleksandra Kustowa                                                 | skocznia normalna kobiety | N/A          | N/A          | N/A          | 85,0                    | 77,3                  | 85,5                    | 75,0                  | 152,3 | 24.     | [ 129 ] [ 130 ]         |
| Sofja Tichonowa                                                    | skocznia normalna kobiety | N/A          | N/A          | N/A          | 86,5                    | 75,0                  | 86,0                    | 75,8                  | 150,8 | 25.     | [ 129 ] [ 130 ]         |
| Anastasija Barannikowa                                             | skocznia normalna kobiety | N/A          | N/A          | N/A          | 88,0                    | 83,7                  | 82,0                    | 65,3                  | 149,0 | 27.     | [ 129 ] [ 130 ]         |
| Aleksiej Romaszow Dienis Korniłow Michaił Nazarow Jewgienij Klimow | Konkurs drużynowy         | N/A          | N/A          | N/A          | 117,5 122,0 115,0 123,0 | 99,4 108,6 90,6 111,0 | 114,0 121,5 115,5 122,0 | 90,1 107,5 93,8 108,8 | 809,8 | 8.      | [ 131 ] [ 132 ]         |

### Snowboard

#### Kobiety
- Milena Bykowa
- Marija Wasilcowa
- Alona Zawarzina
- Kristina Paul
- Natalja Sobolewa
- Jekatierina Tudiegieszewa
- Sofia Fiodorowa

#### Mężczyźni
- Nikita Awtaniejew
- Vic Wild
- Dannił Dilman
- Dmitrij Łoginow
- Anton Mamajew
- Nikołaj Olunin
- Dmitrij Sarsembajew
- Andriej Sobolew
- Władisław Chadarin

Big Air
| Zawodnik           | Konkurencja | Kwalifikacje | Kwalifikacje | Kwalifikacje | Kwalifikacje | Finał      | Finał      | Finał      | Finał | Finał   | Źródło          |
| Zawodnik           | Konkurencja | Przejazd 1   | Przejazd 2   | wynik        | Miejsce      | Przejazd 1 | Przejazd 2 | Przejazd 3 | wynik | Pozycja | Źródło          |
| ------------------ | ----------- | ------------ | ------------ | ------------ | ------------ | ---------- | ---------- | ---------- | ----- | ------- | --------------- |
| Władisław Chadarin | mężczyźni   | 83,75        | 79,25        | 83,75        | 11.          | NQ         | NQ         | NQ         | NQ    | NQ      | [ 133 ] [ 134 ] |
| Anton Mamajew      | mężczyźni   | 29,00        | 42,75        | 42,75        | 16.          | NQ         | NQ         | NQ         | NQ    | NQ      | [ 133 ] [ 134 ] |
| Sofia Fiodorowa    | kobiety     | 64,00        | 23,25        | 64,00        | 21.          | NQ         | NQ         | NQ         | NQ    | NQ      | [ 135 ]         |

Halfpipe Slopestyle
| Zawodnik           | Konkurencja         | Kwalifikacje | Kwalifikacje | Kwalifikacje | Kwalifikacje | Finał   | Finał   | Finał   | Finał | Finał   | Źródło                  |
| Zawodnik           | Konkurencja         | Zjazd 1      | Zjazd 2      | Wynik        | Miejsce      | Zjazd 1 | Zjazd 2 | Zjazd 3 | wynik | Pozycja | Źródło                  |
| ------------------ | ------------------- | ------------ | ------------ | ------------ | ------------ | ------- | ------- | ------- | ----- | ------- | ----------------------- |
| Nikita Awtaniejew  | halfpipe mężczyzn   | 63,25        | 32,75        | 63,25        | 20.          | NQ      | NQ      | NQ      | NQ    | NQ      | [ 136 ]                 |
| Władisław Chadarin | slopestyle mężczyzn | 23,05        | 64,16        | 64,16        | 11.          | NQ      | NQ      | NQ      | NQ    | NQ      | [ 137 ] [ 138 ] [ 139 ] |
| Sofia Fiodorowa    | slopestyle kobiet   | N/A          | N/A          | N/A          | N/A          | 27,53   | 65,73   | N/A     | 65,73 | 8.      | [ 140 ]                 |

Cross
| Konkurencja      | Zawodnik  | Rozstawienie | Rozstawienie | 1/8 finału | Ćwierćfinał | Półfinał | Finał   | Finał   | Źródło                                  |
| Konkurencja      | Zawodnik  | Czas         | Miejsce      | Pozycja    | Pozycja     | Pozycja  | Pozycja | Miejsce | Źródło                                  |
| ---------------- | --------- | ------------ | ------------ | ---------- | ----------- | -------- | ------- | ------- | --------------------------------------- |
| Nikołaj Olunin   | mężczyźni | 1:13,78      | 4.           | 1.         | 1.          | 6.       | 5.      | 11.     | [ 141 ] [ 142 ] [ 143 ] [ 144 ] [ 145 ] |
| Daniil Dilman    | mężczyźni | 1:15,40      | 31.          | 4.         | NQ          | NQ       | NQ      | NQ      | [ 141 ] [ 142 ] [ 143 ] [ 144 ] [ 145 ] |
| Marija Wasilcowa | kobiety   | 1:20,57      | 12.          | N/A        | DNF         | NQ       | NQ      | NQ      | [ 146 ] [ 147 ] [ 148 ] [ 149 ]         |
| Kristina Paul    | kobiety   | 1:19,93      | 14.          | N/A        | 2.          | DNF      | 6.      | 12.     | [ 146 ] [ 147 ] [ 148 ] [ 149 ]         |

Slalom równoległy
| Zawodnik                  | Konkurencja | Rozstawienie | Rozstawienie | 1/8 finału             | Ćwierćfinał     | Półfinał        | Finał                | Finał   | Źródło                                  |
| Zawodnik                  | Konkurencja | Czas         | Miejsce      | Przeciwnik Czas        | Przeciwnik Czas | Przeciwnik Czas | Przeciwnik Czas      | Miejsce | Źródło                                  |
| ------------------------- | ----------- | ------------ | ------------ | ---------------------- | --------------- | --------------- | -------------------- | ------- | --------------------------------------- |
| Vic Wild                  | mężczyźni   | 1:25,51      | 9.           | Fischnaller P (+ 0,93) | NQ              | NQ              | NQ                   | NQ      | [ 150 ] [ 151 ]                         |
| Dmitrij Sarsembajew       | mężczyźni   | 1:25,74      | 14.          | Lee P (+ 0,54)         | NQ              | NQ              | NQ                   | NQ      | [ 150 ] [ 151 ]                         |
| Andriej Sobolew           | mężczyźni   | 1:25,99      | 18.          | NQ                     | NQ              | NQ              | NQ                   | NQ      | [ 150 ] [ 151 ]                         |
| Dmitrij Łoginow           | mężczyźni   | 1:31,00      | 32.          | NQ                     | NQ              | NQ              | NQ                   | NQ      | [ 150 ] [ 151 ]                         |
| Alona Zawarzina           | kobiety     | 1:30,16      | 2.           | Kotnik W               | Zogg W          | Jörg P (DNF)    | Hofmeister P (+0,47) | 4.      | [ 152 ] [ 153 ] [ 154 ] [ 155 ] [ 156 ] |
| Milena Bykowa             | kobiety     | 1:33,09      | 9.           | Ulbing P (+ 0,52)      | NQ              | NQ              | NQ                   | NQ      | [ 152 ] [ 153 ] [ 154 ] [ 155 ] [ 156 ] |
| Jekatierina Tudiegieszewa | kobiety     | 1:33,42      | 14.          | Jörg P (+ 0,65)        | NQ              | NQ              | NQ                   | NQ      | [ 152 ] [ 153 ] [ 154 ] [ 155 ] [ 156 ] |
| Natalja Sobolewa          | kobiety     | 1:33,93      | 19.          | NQ                     | NQ              | NQ              | NQ                   | NQ      | [ 152 ] [ 153 ] [ 154 ] [ 155 ] [ 156 ] |